# Albert Scanlon
Albert Scanlon (ur. 10 października 1935 w Hulme w hrabstwie Lancashire, zm. 22 grudnia 2009 w Salford) – angielski piłkarz Manchesteru United grający na pozycji napastnika.

## Życiorys
Był członkiem słynnego zespołu "Busby's Babes", którego ośmiu zawodników zginęło w katastrofie lotniczej z 6 lutego 1958 roku. W katastrofie złamał kolano i doznał obrażeń nerki. W sezonie 1958/1959 strzelił 16 bramek i przyczynił się do wicemistrzostwa Anglii. W barwach drużyny z Old Trafford wystąpił 115 razy zdobywając 39 goli. W 1960 roku opuścił zespół Manchester United i został piłkarzem Newcastle United. W klubie tym grał do końca sezonu 1961/1962. Wystąpił w jego barwach 22 razy zdobywając 5 goli.
Od sezonu 1962/1963 występował w zespole Lincoln City. Zaliczył w niej 47 występów zdobywając 11 bramek. W 1963 roku przeniósł się do zespołu Mansfield Town. Przez trzy sezony gry wystąpił w 108 spotkaniach zdobywając 21 goli. Swoją karierę zakończył w 1966 roku w zespole Newport County. Zmarł 22 grudnia 2009 roku. Chorował na zapalenie płuc.